# Teano (esposa de Metapont)
Teano (en grec antic Θεανώ) va ser, segons la mitologia grega, l'esposa del rei Metapont, que regnava a la Magna Grècia.
El seu marit la volia repudiar perquè no li donava fills, i ella va anar a trobar uns pastors i els encarregà que li trobessin un nen per fer-lo passar pel seu fill. Els pastors van trobar dos bessons que Teano va presentar al rei com si fossin els seus fills. Però al cap d'un temps va donar a llum dos bessons més. Va tractar de desfer-se dels primers, que en realitat eren els fills d'Arne (o Melanipe) i de Posidó, Èol i Beot. Va manar als seus fills que matessin els dos estrangers durant una partida de caça, però aquests darrers van vèncer, potser ajudats pel seu pare Posidó. Èol i Beot van revelar a Metapont els crims de la seva esposa, que va ser repudiada, o morta, o es va suïcidar, i va ser reemplaçada per Arne (o Melanipe).